# Adrien Pierre Barthélemy Cochelet
Pour les articles homonymes, voir Cochelet.
Adrien Pierre Barthélemy Cochelet, né le 29 juin 1753 à Charleville et mort le 16 août 1804 aux Épioux, (actuellement Lacuisine) dans le département des Forêts, est un magistrat français et député aux États généraux de 1789. Il siège jusqu'à la fin de la session de l'Assemblée nationale constituante le 30 septembre 1791.

## Biographie
Adrien Pierre Barthélemy Cochelet est né le 29 juin 1753 à Charleville,.
Il est lieutenant-général du bailliage de Charleville.
Il est élu député aux États généraux de 1789 par la justice seigneuriale de la principauté d'Arches et Charleville, qui fait partie des « pays divers n'ayant fait l'objet d'aucun règlement royal, dont les députations ont été admises par décision spéciale de l'Assemblée nationale ». Il est admis à siéger par le décret du 19 janvier 1790, après avoir, lors de la séance du 10 décembre 1789, fait un rapport à la barre de l'Assemblée nationale Constituante sur le problème ses subsistances à Charleville. À l'Assemblée, il fait partie des députés réformateurs et prend part à plusieurs débats sur la justice.
Après la fin de la session de l'Assemblée nationale constituante, il offre à l'Assemblée nationale législative un faisceau d'armes le 1er avril 1792, alors qu'il dirige une manufacture de fusils. Il est ensuite commissaire ordonnateur de l'armée en Belgique. Le 7 février 1793, alors qu'il est à Liège, il écrit à la Convention pour dénoncer les « friponneries » de certains fournisseurs. En mars 1793, il se plaint à la barre de la Convention d'avoir été démis par les représentants en mission. Le 9 thermidor an II (27 juillet 1794), il est chargé par la Commission du commerce de la Convention de participer aux opérations des « agences d'évacuation » — créées pour mettre en coupe réglée les pays conquis — en Belgique, au Luxembourg et dans les pays entre Meuse et Rhin.
Il meurt le 16 août 1804 aux Épioux, alors dans le département des Forêts, aujourd'hui à Lacuisine, section de la ville de Florenville dans la province belge de Luxembourg,.
Il est le père du diplomate et sénateur Adrien-Louis Cochelet.

## Publications
- Moyens d'assurer et de faciliter la subsistance du peuple avec la récolte de 1789, 1789, 8 p. (lire en ligne).
- Aux citoyens liégeois, aux soldats citoyens et aux citoyens soldats de l'armée française, Liège, 1793, 6 p. (lire en ligne).
- Au nom de la République française. Le 6 février de l'an 2me de la République française, heure de midi, Liège, 1793, 8 p. (lire en ligne).
- Extrait du procès-verbal du Conseil municipal provisoire, séance du lundi 28 janvier, l'an 2me. de la République françoise ; suivi du discours au magistrat du peuple liegeois, par le commissaire national Cochelet, le 27 de janvier, l'an 2me. de la République françoise, Liège, 1793, 8 p. (lire en ligne).
- Au nom de la République françoise, Liège, 1793, 7 p. (lire en ligne).
- Rapport fait au comité militaire de la Convention nationale, Imprimerie nationale, 6 mars de l'an deuxième de la république française, 11 p. (lire en ligne).